# 핵 (수학)
수학에서, 어떤 사상의 핵(核, kernel 커널[*])은 0의 원상의 포함 사상으로 생각할 수 있는 특별한 단사 사상이다. 범주론을 통해 추상적으로 정의할 수 있으나, 적절한 조건을 만족시키는 구체적 범주에서는 특정 원소의 원상의 포함 함수가 된다.

## 정의
영 사상을 갖는 범주 {\displaystyle {\mathcal {C}}} 속의 사상 {\displaystyle f\colon X\to Y}의 핵 {\displaystyle \ker f\colon K\to X}은 다음과 같은 영 사상과의 동등자이다.
{\displaystyle \ker f=\operatorname {eq} \{f,0_{XY}\}}
영 대상을 갖는 범주 속의 사상 {\displaystyle f}에 대하여, {\displaystyle f=\ker g}인 {\displaystyle g}가 존재한다면 {\displaystyle f}를 정규 단사 사상(正規單射寫像, 영어: normal monomorphism)이라고 한다. "정규"라는 용어는 군론의 정규 부분군에서 유래하였다.  임의의 영 대상을 갖는 범주에서, 정규 단사 사상은 (동등자이므로) 단사 사상이다.
모든 단사 사상이 정규 단사 사상인 영 사상을 갖는 범주를 정규 범주(正規範疇, 영어: normal category)라고 한다.

## 성질
준가법 범주 (아벨 군의 모노이드 범주 {\displaystyle \operatorname {Ab} } 위의 풍성한 범주)에서, 두 사상의 동등자는 그 차의 핵과 같다.
{\displaystyle \operatorname {eq} \{f,g\}=\ker(f-g)}
아벨 범주에서 모든 사상은 핵을 가지며, 모든 단사 사상은 정규 단사 사상이다. 구체적으로, 아벨 범주에서 모든 단사 사상은 그 여핵의 핵과 같으며, 모든 전사 사상은 그 핵의 여핵과 같다.

## 예

### 벡터 공간과 가군
환 {\displaystyle R} 위의 왼쪽 가군의 범주 {\displaystyle R{\text{-Mod}}}는 영 사상을 갖는 범주이며, 이 범주에서 모든 사상(가군 준동형)은 핵을 갖는다.
구체적으로, {\displaystyle f\colon M\to N}의 핵 {\displaystyle \ker f\colon K\hookrightarrow M}는 다음과 같은 포함 함수이다.
{\displaystyle K=\{m\in M\colon f(m)=0_{N}\}}
{\displaystyle R{\text{-Mod}}}에서 모든 단사 사상은 정규 단사 사상이다. 이는 (군이나 유사환의 경우와 달리) 임의의 부분 가군에 대한 몫가군을 정의할 수 있기 때문이다.
특히, 선형대수학에서 {\displaystyle R}가 체일 경우, 체 위의 가군들은 벡터 공간이며, 벡터 공간의 범주에서는 핵이 존재한다. 특히, 행렬은 유한 차원 벡터 공간 사이의 선형 변환을 정의하며, 행렬의 핵은 벡터 공간의 범주에서의 핵이다. 선형대수학에서 핵은 영공간(零空間, 영어: null space)이라고 불리기도 한다.

### 군
군과 군 준동형의 범주 {\displaystyle \operatorname {Grp} }에서, 영 사상은 1(군 연산의 항등원)로 가는 상수 함수이다. {\displaystyle \operatorname {Grp} }에서 모든 사상(군 준동형)은 핵을 갖는다.
구체적으로, {\displaystyle f\colon G\to H}의 핵 {\displaystyle \ker f\colon K\hookrightarrow G}는 다음과 같은 포함 함수이다.
{\displaystyle K=\{g\in G\colon f(g)=0_{H}\}}
이 경우, {\displaystyle K}는 {\displaystyle G}의 정규 부분군을 이룬다.
군의 범주에서, 임의의 군 준동형 {\displaystyle f\colon G\to H}에 대하여 다음 두 조건이 서로 동치이다.
- {\displaystyle f}는 정규 단사 사상이다.
- {\displaystyle f}는 단사 함수이며, 그 상 {\displaystyle f(G)\leq H}는 {\displaystyle H}의 정규 부분군이다.

아벨 군과 군 준동형의 범주 {\displaystyle \operatorname {Ab} }에서, 영 사상과 핵은 {\displaystyle \operatorname {Grp} }에서와 같다. 즉, 영 사상은 0(군 연산의 항등원)으로 가는 상수 함수이며, 핵은 0의 원상으로 가는 포함 함수이다. {\displaystyle \operatorname {Ab} }에서 단사 함수인 모든 군 준동형은 정규 단사 사상이다. 이는 아벨 군의 모든 부분군이 정규 부분군이기 때문이다.

### 유사환
유사환과 유사환 준동형의 범주 {\displaystyle \operatorname {Rng} }에서, 영 사상은 0 (덧셈 항등원)으로 가는 상수 함수이다. {\displaystyle \operatorname {Rng} }에서 모든 사상은 핵을 갖는다.
구체적으로, {\displaystyle f\colon R\to S}의 핵 {\displaystyle \ker f\colon {\mathfrak {k}}\to R}는 다음과 같은 포함 함수이다.
{\displaystyle {\mathfrak {k}}=\{g\in G\colon f(g)=0_{H}\}}
이 경우, {\displaystyle {\mathfrak {k}}}는 {\displaystyle R}의 아이디얼을 이룬다.
유사환의 범주에서, 임의의 유사환 준동형 {\displaystyle f\colon R\to S}에 대하여 다음 두 조건이 서로 동치이다.
- {\displaystyle f}는 정규 단사 사상이다.
- {\displaystyle f}는 단사 함수이며, 그 상 {\displaystyle f(R)\subseteq S}는 {\displaystyle S}의 아이디얼이다.

(곱셈 단위원을 갖는) 환과 환 준동형의 범주 {\displaystyle \operatorname {Ring} }에서 핵은 존재하지 않는다. 이는 아이디얼은 1을 포함하지 않을 수 있어 부분환을 이루지 못할 수 있기 때문이다.

### 점을 가진 공간
점을 가진 공간의 범주 {\displaystyle \operatorname {Top} _{\bullet }}에서, 영 사상은 {\displaystyle \bullet }으로 가는 상수 함수이다. 이 범주에서 모든 사상 {\displaystyle f\colon (X,\bullet _{X})\to (Y,\bullet _{Y})}은 핵 {\displaystyle \ker f\colon (K,\bullet _{X})\hookrightarrow (X,\bullet _{X})}을 가지며, 이는 {\displaystyle \bullet }의 원상에 대한 포함 함수이다.
{\displaystyle K=\{x\in X\colon f(x)=\bullet _{Y}\}}

## 같이 보기
- 여핵
- 영 대상
- 아벨 범주